# Amorphophallus prainii
Amorphophallus prainii är en kallaväxtart som beskrevs av Joseph Dalton Hooker. Amorphophallus prainii ingår i släktet Amorphophallus och familjen kallaväxter. Inga underarter finns listade.

## Bildgalleri

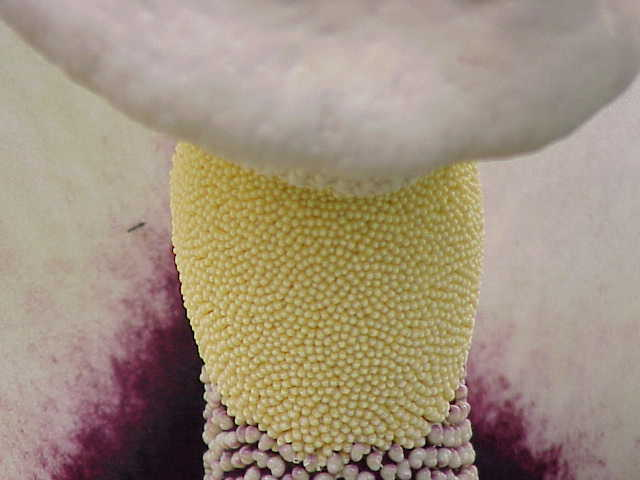
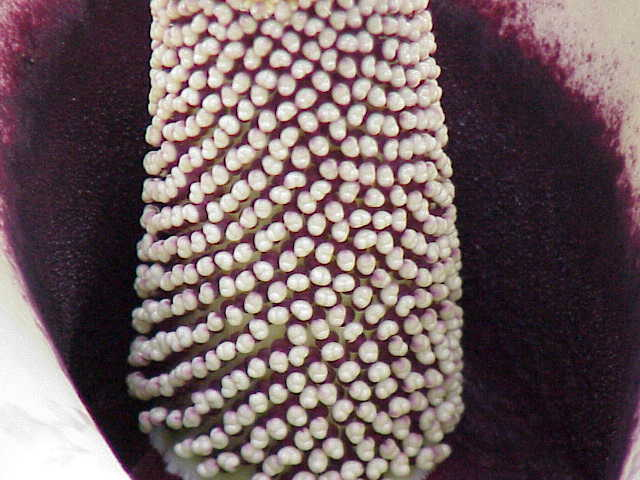
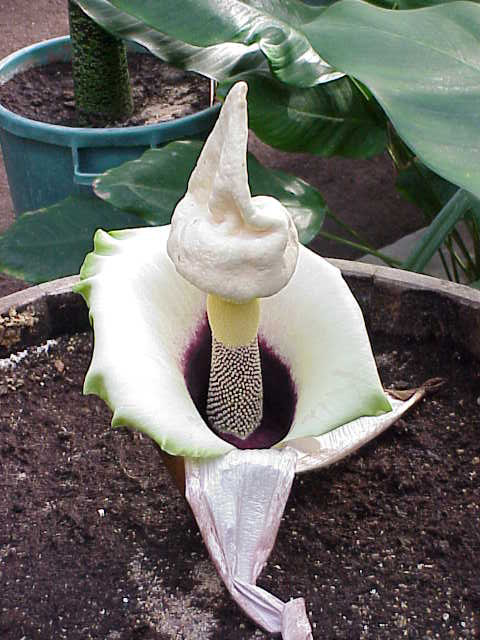